# أبيجيل هوبر غيبونز
أبيجيل هوبر غيبونز (بالإنجليزية: Abigail Hopper Gibbons)‏ هي ممرضة ومُدرسة أمريكية، ولدت في 7 ديسمبر 1801 في فيلادلفيا في الولايات المتحدة، وتوفيت في 16 يناير 1893.

## وصلات خارجية
- أبيجيل هوبر غيبونز على موقع الموسوعة البريطانية (الإنجليزية)